# Don Jordan
Don Jordan est un boxeur américain né le 22 juin 1934 à Los Angeles, Californie, et mort le 13 avril 1997.

## Carrière
Passé professionnel en 1953, il devient champion du monde des poids welters le 5 décembre 1958 après sa victoire aux points face à Virgil Akins. Jordan conserve son titre lors du combat revanche organisé le 24 avril 1959 puis contre Denny Moyer le 10 juillet suivant mais le perd finalement contre Benny Paret le 1er avril 1961. Il met un terme à sa carrière en 1962 sur un bilan de 51 victoires, 23 défaites et 1 match nul.